# Плодолисток

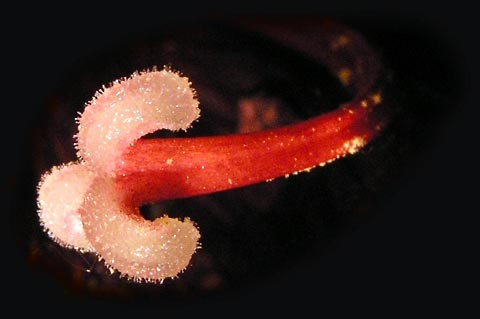
Плодолисток беладони

Плодолисток (лат. carpellum) — листкоподібний орган квітки (метаморфізований мегаспорофіл), що є складовою частиною маточки; зовнішня, зазвичай видима, частина жіночих статевих органів квіткових рослин, основна складова частина гінецея (gynaeceum). Складається з стовпчика (stylus) і кількох приймочок (stygma). Один (апокарпний або монокарпний гінецей) або кілька (ценокарпний гінецей) зрощених плодолистків формують маточку (pistillum).